# Sebastián de Horozco
Sebastián de Horozco (Toledo, 1510-1580) fou un paremiòleg, historiador, poeta i dramaturg espanyol del Segle d'Or.
Jurisconsult, va ser pare del famós Sebastián de Covarrubias, autor del Tesoro de la lengua castellana o española i de Juan d'Horozco, autor d'uns coneguts Emblemes morals.
L'erudit Julio Cejador i Frauca li va atribuir el 1914 l'autoria del Lazarillo de Tormes en la seva edició de l'obra, tesi que va reprendre després Francisco Márquez Villanueva.
Va escriure unes Relaciones y noticias toledanas, d'importància i interès històric, on es contenen dades sobre els actes de fe realitzats a la ciutat, que van ser publicades pòstumament el segle XX pel Comte de Cedillo (1905).
És poeta a la manera antiga castellana, d'escàs valor literari, però estimable per l'abundància d'elements populars que esmalta les seves obres. El seu Cançoner va ser editat el 1874 per José María Asensio per a la Societat de Bibliòfils Andalusos, i conté algunes obres dramàtiques, com la Representació de la paràbola de Sant Mateu als vint capítols del seu sagrat evangeli, que es va representar a Toledo el 1548, la Representació de la Història evangèlica del capítol Nono de Sant Joan, en la qual figura un mosso anomenat Lazarillo, la Representació de la famosa història de Ruth, Col·loqui de la Mort, amb totes les edats i estats i l' Entremès que va fer l'autor a prec d'una monja parenta seva ....
És important la seva col·lecció de 3.145 refranys glossats o comentats a una dècima, titulada Teatre universal de proverbis, adagis o comunament anomenats refranys... que més es fan servir en la nostra Espanya, impresa per Emilio Cotarelo entre 1515 i 1516.